# Bolanthus chelmicus
Bolanthus chelmicus är en nejlikväxtart. Bolanthus chelmicus ingår i släktet Bolanthus och familjen nejlikväxter.

## Underarter
Arten delas in i följande underarter:
- B. c. chelmicus
- B. c. meteoricus